# Lista över ledamöter av Sveriges riksdag 1982–1985
Ledamöter av Sveriges riksdag mandatperioden 1982–1985.
Ledamöterna invaldes vid valet den 19 september 1982. 

## Invalda ledamöter
Listan avser valda ledamöter vid inledandet av riksmötet 1982/1983, medan ersättare för talman och statsråd redovisas i en separat lista. Notera att Sverige bytte regering den 8 oktober 1982, varför ersättare för regeringarna innan och efter skiftet har redovisats. Yrkestillhörigheten avser den som gällde längre in på mandatperioden. De ministrar som satt när riksmötet 1982/1983 inleddes har alltså blivit "f.d. statsråd". Gunnar Sträng var ålderspresident under denna riksdag då han hade suttit i med i dessa sammanhang sedan riksdagen 1946. Det bör noteras att Ulf Adelsohn utöver sin roll som oppositionsledare var partiordförande och gruppledare för Moderaterna. 
| Utskottsförkortningar | |
| - AU – Arbetsmarknadsutskottet - BoU − Bostadsutskottet - FiU − Finansutskottet - FöU − Försvarsutskottet - JoU − Jordbruksutskottet - JuU − Justitieutskottet - KrU − Kulturutskottet - KU − Konstitutionsutskottet | - LU − Lagutskottet - NU − Näringsutskottet - SfU − Socialförsäkringsutskottet - SkU − Skatteutskottet - SoU − Socialutskottet - TU − Trafikutskottet - UbU − Utbildningsutskottet - UU − Utrikesutskottet |

Numreringen till vänster syftar inte på respektive riksdagsledamots plats.
| Nr  |
| --- |
| 1   |
| 2   |
| 3   |
| 4   |
| 5   |
| 6   |
| 7   |
| 8   |
| 9   |
| 10  |
| 11  |
| 12  |
| 13  |
| 14  |
| 15  |
| 16  |
| 17  |
| 18  |
| 19  |
| 20  |
| 21  |
| 22  |
| 23  |
| 24  |
| 25  |
| 26  |
| 27  |
| 28  |
| 29  |
| 30  |
| 31  |
| 32  |
| 33  |
| 34  |
| 35  |
| 36  |
| 37  |
| 38  |
| 39  |
| 40  |
| 41  |
| 42  |
| 43  |
| 44  |
| 45  |
| 46  |
| 47  |
| 48  |
| 49  |
| 50  |
| 51  |
| 52  |
| 53  |
| 54  |
| 55  |
| 56  |
| 57  |
| 58  |
| 59  |
| 60  |
| 61  |
| 62  |
| 63  |
| 64  |
| 65  |
| 66  |
| 67  |
| 68  |
| 69  |
| 70  |
| 71  |
| 72  |
| 73  |
| 74  |
| 75  |
| 76  |
| 77  |
| 78  |
| 79  |
| 80  |
| 81  |
| 82  |
| 83  |
| 84  |
| 85  |
| 86  |
| 87  |
| 88  |
| 89  |
| 90  |
| 91  |
| 92  |
| 93  |
| 94  |
| 95  |
| 96  |
| 97  |
| 98  |
| 99  |
| 100 |
| 101 |
| 102 |
| 103 |
| 104 |
| 105 |
| 106 |
| 107 |
| 108 |
| 109 |
| 110 |
| 111 |
| 112 |
| 113 |
| 114 |
| 115 |
| 116 |
| 117 |
| 118 |
| 119 |
| 120 |
| 121 |
| 122 |
| 123 |
| 124 |
| 125 |
| 126 |
| 127 |
| 128 |
| 129 |
| 130 |
| 131 |
| 132 |
| 133 |
| 134 |
| 135 |
| 136 |
| 137 |
| 138 |
| 139 |
| 140 |
| 141 |
| 142 |
| 143 |
| 144 |
| 145 |
| 146 |
| 147 |
| 148 |
| 149 |
| 150 |
| 151 |
| 152 |
| 153 |
| 154 |
| 155 |
| 156 |
| 157 |
| 158 |
| 159 |
| 160 |
| 161 |
| 162 |
| 163 |
| 164 |
| 165 |
| 166 |
| 167 |
| 168 |
| 169 |
| 170 |
| 171 |
| 172 |
| 173 |
| 174 |
| 175 |
| 176 |
| 177 |
| 178 |
| 179 |
| 180 |
| 181 |
| 182 |
| 183 |
| 184 |
| 185 |
| 186 |
| 187 |
| 188 |
| 189 |
| 190 |
| 191 |
| 192 |
| 193 |
| 194 |
| 195 |
| 196 |
| 197 |
| 198 |
| 199 |
| 200 |
| 201 |
| 202 |
| 203 |
| 204 |
| 205 |
| 206 |
| 207 |
| 208 |
| 209 |
| 210 |
| 211 |
| 212 |
| 213 |
| 214 |
| 215 |
| 216 |
| 217 |
| 218 |
| 219 |
| 220 |
| 221 |
| 222 |
| 223 |
| 224 |
| 225 |
| 226 |
| 227 |
| 228 |
| 229 |
| 230 |
| 231 |
| 232 |
| 233 |
| 234 |
| 235 |
| 236 |
| 237 |
| 238 |
| 239 |
| 240 |
| 241 |
| 242 |
| 243 |
| 244 |
| 245 |
| 246 |
| 247 |
| 248 |
| 249 |
| 250 |
| 251 |
| 252 |
| 253 |
| 254 |
| 255 |
| 256 |
| 257 |
| 258 |
| 259 |
| 260 |
| 261 |
| 262 |
| 263 |
| 264 |
| 265 |
| 266 |
| 267 |
| 268 |
| 269 |
| 270 |
| 271 |
| 272 |
| 273 |
| 274 |
| 275 |
| 276 |
| 277 |
| 278 |
| 279 |
| 280 |
| 281 |
| 282 |
| 283 |
| 284 |
| 285 |
| 286 |
| 287 |
| 288 |
| 289 |
| 290 |
| 291 |
| 292 |
| 293 |
| 294 |
| 295 |
| 296 |
| 297 |
| 298 |
| 299 |
| 300 |
| 301 |
| 302 |
| 303 |
| 304 |
| 305 |
| 306 |
| 307 |
| 308 |
| 309 |
| 310 |
| 311 |
| 312 |
| 313 |
| 314 |
| 315 |
| 316 |
| 317 |
| 318 |
| 319 |
| 320 |
| 321 |
| 322 |
| 323 |
| 324 |
| 325 |
| 326 |
| 327 |
| 328 |
| 329 |
| 330 |
| 331 |
| 332 |
| 333 |
| 334 |
| 335 |
| 336 |
| 337 |
| 338 |
| 339 |
| 340 |
| 341 |
| 342 |
| 343 |
| 344 |
| 345 |
| 346 |
| 347 |
| 348 |
| 349 |

| Riksdagsledamot              | Yrke                          | Parti | Parti                        | Valkrets             | Anmärkningar                  |
| ---------------------------- | ----------------------------- | ----- | ---------------------------- | -------------------- | ----------------------------- |
| Ulf Adelsohn                 | f.d. statsråd                 |       | Moderata samlingspartiet     | Stockholms kommun    | Gruppledare för partiet       |
| Gösta Bohman                 | f.d. statsråd                 |       | Moderata samlingspartiet     | Stockholms kommun    |                               |
| Margaretha af Ugglas         | civilekonom                   |       | Moderata samlingspartiet     | Stockholms kommun    |                               |
| Carl Bildt                   | politiker                     |       | Moderata samlingspartiet     | Stockholms kommun    |                               |
| Elisabeth Fleetwood          | adjunkt                       |       | Moderata samlingspartiet     | Stockholms kommun    |                               |
| Lennart Blom                 | juris kandidatexamen          |       | Moderata samlingspartiet     | Stockholms kommun    |                               |
| Bertil Lidgard               | ombudsman                     |       | Moderata samlingspartiet     | Stockholms kommun    | Ordförande JuU.               |
| Blenda Littmarck             | politiker                     |       | Moderata samlingspartiet     | Stockholms kommun    |                               |
| Filip Fridolfsson            | fabrikör                      |       | Moderata samlingspartiet     | Stockholms kommun    |                               |
| Barbro Nilsson               |                               |       | Moderata samlingspartiet     | Stockholms kommun    |                               |
| Göran Ericsson               | kriminalinspektör             |       | Moderata samlingspartiet     | Stockholms kommun    |                               |
| Olof Palme                   | statsminister                 |       | Socialdemokraterna           | Stockholms kommun    | Partiordförande och statsråd  |
| Gertrud Sigurdsen            | statsråd                      |       | Socialdemokraterna           | Stockholms kommun    | Statsråd under perioden       |
| Sten Andersson               | statsråd                      |       | Socialdemokraterna           | Stockholms kommun    | Statsråd under perioden       |
| Anita Gradin                 | statsråd                      |       | Socialdemokraterna           | Stockholms kommun    | Statsråd under perioden       |
| Sivert Andersson             | bitr. förbundsordförande      |       | Socialdemokraterna           | Stockholms kommun    |                               |
| Maj Britt Theorin            | ambassadör                    |       | Socialdemokraterna           | Stockholms kommun    |                               |
| Oskar Lindkvist              | organisationschef             |       | Socialdemokraterna           | Stockholms kommun    | Vice ordförande i BoU.        |
| Mats Hellström               | sekreterare                   |       | Socialdemokraterna           | Stockholms kommun    | Ordförande i FiU.             |
| Anita Modin                  | förbundskassör                |       | Socialdemokraterna           | Stockholms kommun    |                               |
| Bertil Zachrisson            | politiker                     |       | Socialdemokraterna           | Stockholms kommun    | Ordförande i TU.              |
| Lars Ulander                 | ombudsman                     |       | Socialdemokraterna           | Stockholms kommun    |                               |
| Stig Gustafsson              | förbundsjurist                |       | Socialdemokraterna           | Stockholms kommun    |                               |
| Ola Ullsten                  | socionom                      |       | Folkpartiet                  | Stockholms kommun    | Partiordförande               |
| Jan-Erik Wikström            | f.d. statsråd                 |       | Folkpartiet                  | Stockholms kommun    |                               |
| Olof Johansson               | f.d. statsråd                 |       | Centerpartiet                | Stockholms kommun    |                               |
| Karin Andersson              | f.d. statsråd                 |       | Centerpartiet                | Stockholms kommun    |                               |
| Carl Henrik Hermansson       | chefredaktör                  |       | Vänsterpartiet kommunisterna | Stockholms kommun    |                               |
| Karin Nordlander             | politiker                     |       | Vänsterpartiet kommunisterna | Stockholms kommun    |                               |
| Eva Hjelmström               | civilekonom                   |       | Vänsterpartiet kommunisterna | Stockholms kommun    |                               |
| Tommy Franzén                | elektriker                    |       | Vänsterpartiet kommunisterna | Stockholms kommun    |                               |
| Staffan Burenstam Linder     | bankofullmäktig               |       | Moderata samlingspartiet     | Stockholms län       |                               |
| Britt Mogård                 | f.d. statsråd                 |       | Moderata samlingspartiet     | Stockholms län       | Ordförande i KrU.             |
| Gunnar Biörck                | professor emeritus            |       | Moderata samlingspartiet     | Stockholms län       |                               |
| Alf Wennerfors               | informationschef              |       | Moderata samlingspartiet     | Stockholms län       | Vice ordförande i AU.         |
| Allan Åkerlind               | byggnadsarbetare              |       | Moderata samlingspartiet     | Stockholms län       |                               |
| Görel Bohlin                 | filosofie kandidat            |       | Moderata samlingspartiet     | Stockholms län       |                               |
| Birgitta Rydle               | ämneslärare                   |       | Moderata samlingspartiet     | Stockholms län       |                               |
| Knut Billing                 | pol. sekreterare              |       | Moderata samlingspartiet     | Stockholms län       |                               |
| Gunnar Hökmark               | civilekonom                   |       | Moderata samlingspartiet     | Stockholms län       |                               |
| Gunnel Liljegren             | adjunkt                       |       | Moderata samlingspartiet     | Stockholms län       |                               |
| Allan Ekström                | hovrättsråd                   |       | Moderata samlingspartiet     | Stockholms län       |                               |
| Jan-Eric Virgin              | lantbrukare                   |       | Moderata samlingspartiet     | Stockholms län       |                               |
| Gunnar Nilsson               | LO:s f.d. ordförande          |       | Socialdemokraterna           | Stockholms län       |                               |
| Anna-Greta Leijon            | statsråd                      |       | Socialdemokraterna           | Stockholms län       | Statsråd under perioden       |
| Ingvar Carlsson              | statsråd                      |       | Socialdemokraterna           | Stockholms län       | Statsråd under perioden       |
| Thage G. Peterson            | statsråd                      |       | Socialdemokraterna           | Stockholms län       | Statsråd under perioden       |
| Lilly Bergander              | kontorist                     |       | Socialdemokraterna           | Stockholms län       |                               |
| Sture Palm                   | redaktör                      |       | Socialdemokraterna           | Stockholms län       |                               |
| Margareta Palmqvist          | barnmorska                    |       | Socialdemokraterna           | Stockholms län       |                               |
| Åke Wictorsson               | politiker                     |       | Socialdemokraterna           | Stockholms län       | Vice ordförande i JoU.        |
| Lars Gustafsson              | universitetslektor            |       | Socialdemokraterna           | Stockholms län       |                               |
| Lennart Andersson            | studieombudsman               |       | Socialdemokraterna           | Stockholms län       | Vice ordförande i LU.         |
| Ivar Nordberg                | ombudsman                     |       | Socialdemokraterna           | Stockholms län       |                               |
| Anita Johansson              | undersköterska                |       | Socialdemokraterna           | Stockholms län       |                               |
| Aina Westin                  | ombudsman                     |       | Socialdemokraterna           | Stockholms län       |                               |
| Mona Sahlin                  | sekreterare                   |       | Socialdemokraterna           | Stockholms län       |                               |
| Kerstin Anér                 | författare                    |       | Folkpartiet                  | Stockholms län       |                               |
| Ingemar Eliasson             | f.d. statsråd                 |       | Folkpartiet                  | Stockholms län       | Ordförande i SoU.             |
| Karin Söder                  | f.d. statsråd                 |       | Centerpartiet                | Stockholms län       |                               |
| Pär Granstedt                | filosofie kandidat            |       | Centerpartiet                | Stockholms län       |                               |
| Elis Andersson               | byggnadsarbetare              |       | Centerpartiet                | Stockholms län       |                               |
| Lars Werner                  | ombudsman                     |       | Vänsterpartiet kommunisterna | Stockholms län       | Partiordförande               |
| Tore Claeson                 | hyresgästombudsman            |       | Vänsterpartiet kommunisterna | Stockholms län       |                               |
| Inga Lantz                   | industritjänsteman            |       | Vänsterpartiet kommunisterna | Stockholms län       |                               |
| Ingegerd Troedsson           | f.d. statsråd                 |       | Moderata samlingspartiet     | Uppsala län          | Riksdagens första vice talman |
| Lars Ahlmark                 | avdelningschef                |       | Moderata samlingspartiet     | Uppsala län          |                               |
| Arne Gadd                    | revisionsdirektör             |       | Socialdemokraterna           | Uppsala län          |                               |
| Birgitta Dahl                | statsråd                      |       | Socialdemokraterna           | Uppsala län          | Statsråd under perioden       |
| Ingrid Andersson             | sjuksköterska                 |       | Socialdemokraterna           | Uppsala län          |                               |
| Gustav Persson               |                               |       | Socialdemokraterna           | Uppsala län          |                               |
| Gunnar Thollander            | instruktör                    |       | Socialdemokraterna           | Uppsala län          |                               |
| Jörgen Ullenhag              | byråchef                      |       | Folkpartiet                  | Uppsala län          | Gruppledare för partiet       |
| Sture Korpås                 | rektor                        |       | Centerpartiet                | Uppsala län          | Vice ordförande i UU.         |
| Rosa Östh                    | lantbrukare                   |       | Centerpartiet                | Uppsala län          |                               |
| Oswald Söderqvist            | byråsekreterare               |       | Vänsterpartiet kommunisterna | Uppsala län          |                               |
| Per Westerberg               | civilekonom                   |       | Moderata samlingspartiet     | Södermanlands län    |                               |
| Göran Allmér                 | rektor                        |       | Moderata samlingspartiet     | Södermanlands län    |                               |
| Svante Lundkvist             | statsråd                      |       | Socialdemokraterna           | Södermanlands län    | Statsråd under perioden       |
| Maj-Lis Lööw                 | arbetsförmedlare              |       | Socialdemokraterna           | Södermanlands län    |                               |
| Olle Svensson                | chefredaktör                  |       | Socialdemokraterna           | Södermanlands län    | Ordförande i KU.              |
| Anita Persson                | socialkamrer                  |       | Socialdemokraterna           | Södermanlands län    |                               |
| Göran Persson                | politiker                     |       | Socialdemokraterna           | Södermanlands län    |                               |
| Holger Bergman               | ombudsman                     |       | Socialdemokraterna           | Södermanlands län    |                               |
| Kjell Johansson              | fabrikör                      |       | Folkpartiet                  | Södermanlands län    |                               |
| Tage Sundkvist               | riksgäldsfullmäktig           |       | Centerpartiet                | Södermanlands län    | Vice ordförande i NU.         |
| Larz Johansson               | lantbrukare                   |       | Centerpartiet                | Södermanlands län    |                               |
| Per Unckel                   | politiker                     |       | Moderata samlingspartiet     | Östergötlands län    |                               |
| Per-Olof Strindberg          | länsombudsman                 |       | Moderata samlingspartiet     | Östergötlands län    | Ordförande i LU.              |
| Mona Saint Cyr               | planeringssekreterare         |       | Moderata samlingspartiet     | Östergötlands län    |                               |
| Birger Hagård                | universitetslektor            |       | Moderata samlingspartiet     | Östergötlands län    |                               |
| Erik Wärnberg                | trävaruhandlare               |       | Socialdemokraterna           | Östergötlands län    | Ordförande i SkU.             |
| Maj-Lis Landberg             | riksgäldsfullmäktig           |       | Socialdemokraterna           | Östergötlands län    |                               |
| Christer Nilsson             | socionom                      |       | Socialdemokraterna           | Östergötlands län    |                               |
| Torsten Karlsson             | metallarbetare                |       | Socialdemokraterna           | Östergötlands län    |                               |
| Maria Lagergren              | receptionist                  |       | Socialdemokraterna           | Östergötlands län    |                               |
| Sture Thun                   | elmästare                     |       | Socialdemokraterna           | Östergötlands län    |                               |
| Inge Carlsson                | metallarbetare                |       | Socialdemokraterna           | Östergötlands län    |                               |
| Ingvar Björk                 | folkhögskollärare             |       | Socialdemokraterna           | Östergötlands län    |                               |
| Börje Stensson               | rektor                        |       | Folkpartiet                  | Östergötlands län    |                               |
| Anders Dahlgren              | f.d. statsråd                 |       | Centerpartiet                | Östergötlands län    | Riksdagens andra vice talman  |
| Anna Wohlin-Andersson        | lantbrukare                   |       | Centerpartiet                | Östergötlands län    |                               |
| Marianne Karlsson            | politiker                     |       | Centerpartiet                | Östergötlands län    |                               |
| Nils Berndtson               | ombudsman                     |       | Vänsterpartiet kommunisterna | Östergötlands län    |                               |
| Anita Bråkenhielm            | läkare                        |       | Moderata samlingspartiet     | Jönköpings län       |                               |
| Anders Björck                | politiker                     |       | Moderata samlingspartiet     | Jönköpings län       | Vice ordförande i KU.         |
| Göte Jonsson                 | kriminalinspektör             |       | Moderata samlingspartiet     | Jönköpings län       |                               |
| Åke Gustavsson               | redaktör                      |       | Socialdemokraterna           | Jönköpings län       |                               |
| Catarina Rönnung             | folkhögskollärare             |       | Socialdemokraterna           | Jönköpings län       |                               |
| Helge Klöver                 | järnvägsexpeditör             |       | Socialdemokraterna           | Jönköpings län       |                               |
| Ingegerd Elm                 | politiker                     |       | Socialdemokraterna           | Jönköpings län       |                               |
| Nils Nordh                   | metallarbetare                |       | Socialdemokraterna           | Jönköpings län       |                               |
| Rolf Wirtén                  | lärare                        |       | Folkpartiet                  | Jönköpings län       | Vice ordförande i FiU.        |
| Arne Fransson                | personalchef                  |       | Centerpartiet                | Jönköpings län       |                               |
| Kersti Johansson             | lantbrukare                   |       | Centerpartiet                | Jönköpings län       |                               |
| Rune Backlund                | ombudsman                     |       | Centerpartiet                | Jönköpings län       |                               |
| Erik Hovhammar               | riksgäldsfullmäktig           |       | Moderata samlingspartiet     | Kronobergs län       |                               |
| Anders G. Högmark            | civilekonom                   |       | Moderata samlingspartiet     | Kronobergs län       |                               |
| Kjell Nilsson                | metallarbetare                |       | Socialdemokraterna           | Kronobergs län       |                               |
| Ulla Johansson               | lågstadielärare               |       | Socialdemokraterna           | Kronobergs län       |                               |
| Lars Hedfors                 | politiker                     |       | Socialdemokraterna           | Kronobergs län       |                               |
| Rune Gustavsson              | f.d. statsråd                 |       | Centerpartiet                | Kronobergs län       |                               |
| Stina Gustavsson             | hushållslärare                |       | Centerpartiet                | Kronobergs län       |                               |
| Bertil Danielsson            | lantbrukare                   |       | Moderata samlingspartiet     | Kalmar län           |                               |
| Ewy Möller                   |                               |       | Moderata samlingspartiet     | Kalmar län           |                               |
| Stig Alemyr                  | rektor                        |       | Socialdemokraterna           | Kalmar län           | Ordförande i UU.              |
| Birger Rosqvist              | mästerlots                    |       | Socialdemokraterna           | Kalmar län           |                               |
| Arne Andersson               | inspektör                     |       | Socialdemokraterna           | Kalmar län           |                               |
| Lena Öhrsvik                 | kurator                       |       | Socialdemokraterna           | Kalmar län           |                               |
| Bengt Kronblad               | ombudsman                     |       | Socialdemokraterna           | Kalmar län           |                               |
| Gösta Andersson              | skogsbrukare                  |       | Centerpartiet                | Kalmar län           |                               |
| Agne Hansson                 | lärare                        |       | Centerpartiet                | Kalmar län           |                               |
| Per-Axel Nilsson             | avdelningschef                |       | Socialdemokraterna           | Gotlands län         |                               |
| Gunhild Bolander             | ombudsman                     |       | Centerpartiet                | Gotlands län         |                               |
| Hans Wachtmeister            | godsägare                     |       | Moderata samlingspartiet     | Blekinge län         |                               |
| Hans Gustafsson              | statsråd                      |       | Socialdemokraterna           | Blekinge län         | Statsråd under perioden       |
| Ralf Lindström               | ombudsman                     |       | Socialdemokraterna           | Blekinge län         |                               |
| Mats Olsson                  | bankman                       |       | Socialdemokraterna           | Blekinge län         |                               |
| Yvonne Sandberg-Fries        | avdelningschef                |       | Socialdemokraterna           | Blekinge län         |                               |
| Claes Elmstedt               | lantbrukare                   |       | Centerpartiet                | Blekinge län         |                               |
| Wiggo Komstedt               | försäljningschef              |       | Moderata samlingspartiet     | Kristianstads län    |                               |
| Bo Lundgren                  | civilekonom                   |       | Moderata samlingspartiet     | Kristianstads län    |                               |
| Ingvar Eriksson              | lantbrukare                   |       | Moderata samlingspartiet     | Kristianstads län    |                               |
| Nils Erik Wååg               | byggnadsingenjör              |       | Socialdemokraterna           | Kristianstads län    | Ordförande i NU.              |
| Erik Johansson               | arbetsförmedlingsföreståndare |       | Socialdemokraterna           | Kristianstads län    |                               |
| Börje Nilsson                | socionom                      |       | Socialdemokraterna           | Kristianstads län    |                               |
| Lennart Bladh                | yrkesvalslärare               |       | Socialdemokraterna           | Kristianstads län    |                               |
| Maja Bäckström               | politiker                     |       | Socialdemokraterna           | Kristianstads län    |                               |
| Eric Hägelmark               | kapten                        |       | Folkpartiet                  | Kristianstads län    |                               |
| Einar Larsson                | lantbrukare                   |       | Centerpartiet                | Kristianstads län    | Ordförande i JoU.             |
| Ulla Ekelund                 | tillsynslärare                |       | Centerpartiet                | Kristianstads län    |                               |
| Rolf Clarkson                | direktör                      |       | Moderata samlingspartiet     | Fyrstadskretsen      | Vice ordförande i TU.         |
| Rune Rydén                   | filosofie licentiat           |       | Moderata samlingspartiet     | Fyrstadskretsen      |                               |
| Sven Munke                   | lantbrukare                   |       | Moderata samlingspartiet     | Fyrstadskretsen      |                               |
| Joakim Ollén                 | juris kandidat                |       | Moderata samlingspartiet     | Fyrstadskretsen      |                               |
| Olle Aulin                   | försvarsdirektör              |       | Moderata samlingspartiet     | Fyrstadskretsen      |                               |
| Margit Gennser               | civilekonom                   |       | Moderata samlingspartiet     | Fyrstadskretsen      |                               |
| Eric Jönsson                 | ombudsman                     |       | Socialdemokraterna           | Fyrstadskretsen      |                               |
| Kurt Ove Johansson           | ombudsman                     |       | Socialdemokraterna           | Fyrstadskretsen      |                               |
| Grethe Lundblad              | socialvårdsinspektör          |       | Socialdemokraterna           | Fyrstadskretsen      |                               |
| Lars-Erik Lövdén             | sekreterare                   |       | Socialdemokraterna           | Fyrstadskretsen      |                               |
| Lennart Pettersson           | civilekonom                   |       | Socialdemokraterna           | Fyrstadskretsen      |                               |
| Bo Nilsson                   | kommunalråd                   |       | Socialdemokraterna           | Fyrstadskretsen      |                               |
| Birthe Sörestedt             | socionom                      |       | Socialdemokraterna           | Fyrstadskretsen      |                               |
| Hans Pettersson              | kranmaskinist                 |       | Socialdemokraterna           | Fyrstadskretsen      |                               |
| Nils T. Svensson             | ombudsman                     |       | Socialdemokraterna           | Fyrstadskretsen      |                               |
| Karin Ahrland                | f.d. statsråd                 |       | Folkpartiet                  | Fyrstadskretsen      |                               |
| Ulla Tillander               | f.d. statsråd                 |       | Centerpartiet                | Fyrstadskretsen      |                               |
| Sigvard Persson              |                               |       | Centerpartiet                | Fyrstadskretsen      |                               |
| Jörn Svensson                | författare                    |       | Vänsterpartiet kommunisterna | Fyrstadskretsen      |                               |
| Ingrid Sundberg              | filosofie kandidat            |       | Moderata samlingspartiet     | Malmöhus län         |                               |
| Knut Wachtmeister            | lantmästare                   |       | Moderata samlingspartiet     | Malmöhus län         | Vice ordförande i SkU.        |
| Per Stenmarck                | tjänsteman                    |       | Moderata samlingspartiet     | Malmöhus län         |                               |
| Bo Arvidson                  | lantbrukare                   |       | Moderata samlingspartiet     | Malmöhus län         |                               |
| John Johnsson                | ombudsman                     |       | Socialdemokraterna           | Malmöhus län         |                               |
| Per Olof Håkansson           | byggnadsingenjör              |       | Socialdemokraterna           | Malmöhus län         |                               |
| Margit Sandéhn               | textillärare                  |       | Socialdemokraterna           | Malmöhus län         |                               |
| Bengt Silfverstrand          | företagsekonom                |       | Socialdemokraterna           | Malmöhus län         |                               |
| Egon Jacobsson               | ombudsman                     |       | Socialdemokraterna           | Malmöhus län         |                               |
| Gunnar Nilsson               | politiker                     |       | Socialdemokraterna           | Malmöhus län         |                               |
| Hans Petersson               | folkskollärare                |       | Folkpartiet                  | Malmöhus län         |                               |
| Stig Josefson                | lantbrukare                   |       | Centerpartiet                | Malmöhus län         |                               |
| Bertil Fiskesjö              | universitetslektor            |       | Centerpartiet                | Malmöhus län         |                               |
| Sven Eric Lorentzon          | lantbrukare                   |       | Moderata samlingspartiet     | Hallands län         |                               |
| Nic Grönvall                 | advokat                       |       | Moderata samlingspartiet     | Hallands län         |                               |
| Inger Wickzén                |                               |       | Moderata samlingspartiet     | Hallands län         |                               |
| Ingemund Bengtsson           | f.d. statsråd                 |       | Socialdemokraterna           | Hallands län         | Riksdagens talman             |
| Evert Hedberg                | ombudsman                     |       | Socialdemokraterna           | Hallands län         |                               |
| Owe Andréasson               | verktygsmakare                |       | Socialdemokraterna           | Hallands län         |                               |
| Lars Svensson                | kontorsföreståndare           |       | Socialdemokraterna           | Hallands län         |                               |
| Christer Eirefelt            | byggnadstekniker              |       | Folkpartiet                  | Hallands län         |                               |
| Ivar Franzén                 | lantmästare                   |       | Centerpartiet                | Hallands län         |                               |
| Rolf Andersson               |                               |       | Centerpartiet                | Hallands län         |                               |
| Lars Tobisson                | filosofie doktor              |       | Moderata samlingspartiet     | Göteborgs kommun     |                               |
| Sonja Rembo                  | sekreterare                   |       | Moderata samlingspartiet     | Göteborgs kommun     |                               |
| Hugo Hegeland                | f.d. professor                |       | Moderata samlingspartiet     | Göteborgs kommun     |                               |
| Lars Ahlström                | konditor                      |       | Moderata samlingspartiet     | Göteborgs kommun     |                               |
| Göran Riegnell               | civilekonom                   |       | Moderata samlingspartiet     | Göteborgs kommun     |                               |
| Valter Kristensson           | metallarbetare                |       | Socialdemokraterna           | Göteborgs kommun     |                               |
| Lisa Mattsson                | förbundsordförande            |       | Socialdemokraterna           | Göteborgs kommun     | Vice ordförande i JuU.        |
| Kurt Hugosson                | avdelningschef                |       | Socialdemokraterna           | Göteborgs kommun     |                               |
| Doris Håvik                  | assistent                     |       | Socialdemokraterna           | Göteborgs kommun     |                               |
| Jan Bergqvist                | sekreterare                   |       | Socialdemokraterna           | Göteborgs kommun     |                               |
| Lars-Ingvar Sörenson         | lokförare                     |       | Socialdemokraterna           | Göteborgs kommun     |                               |
| Inga-Britt Johansson         | inspektör                     |       | Socialdemokraterna           | Göteborgs kommun     |                               |
| Sten Östlund                 | metallarbetare                |       | Socialdemokraterna           | Göteborgs kommun     |                               |
| Björn Molin                  | f.d. statsråd                 |       | Folkpartiet                  | Göteborgs kommun     |                               |
| Kerstin Ekman                | ingenjör                      |       | Folkpartiet                  | Göteborgs kommun     |                               |
| Rune Torwald                 | utredningssekreterare         |       | Centerpartiet                | Göteborgs kommun     |                               |
| Marie-Ann Johansson          | programmerare                 |       | Vänsterpartiet kommunisterna | Göteborgs kommun     |                               |
| Alexander Chrisopoulos       | truckförare                   |       | Vänsterpartiet kommunisterna | Göteborgs kommun     |                               |
| Nils Carlshamre              | lektor                        |       | Moderata samlingspartiet     | Bohuslän             | Vice ordförande i SfU.        |
| Jens Eriksson                | ombudsman                     |       | Moderata samlingspartiet     | Bohuslän             |                               |
| Siri Häggmark                | distriktssköterska            |       | Moderata samlingspartiet     | Bohuslän             |                               |
| Evert Svensson               | socionom                      |       | Socialdemokraterna           | Bohuslän             | Vice ordförande i SoU.        |
| Tyra Johansson               | kontorist                     |       | Socialdemokraterna           | Bohuslän             |                               |
| Karl-Erik Svartberg          | rektor                        |       | Socialdemokraterna           | Bohuslän             |                               |
| Lennart Nilsson              | byggnadssnickare              |       | Socialdemokraterna           | Bohuslän             |                               |
| Lisbet Calner                | postexpeditör                 |       | Socialdemokraterna           | Bohuslän             |                               |
| Kenth Skårvik                | distriktschef                 |       | Folkpartiet                  | Bohuslän             |                               |
| Kjell A. Mattsson            | politiker                     |       | Centerpartiet                | Bohuslän             | Ordförande i BoU.             |
| Elving Andersson             | ombudsman                     |       | Centerpartiet                | Bohuslän             |                               |
| Arne Andersson               | lantbrukare                   |       | Moderata samlingspartiet     | Älvsborgs läns norra |                               |
| Sten Sture Paterson          | filosofie doktor              |       | Moderata samlingspartiet     | Älvsborgs läns norra |                               |
| Rune Johansson               | verkmästare                   |       | Socialdemokraterna           | Älvsborgs läns norra |                               |
| Ingvar Johnsson              | studiesekreterare             |       | Socialdemokraterna           | Älvsborgs läns norra |                               |
| Lars-Åke Larsson             | ombudsman                     |       | Socialdemokraterna           | Älvsborgs läns norra |                               |
| Wivi-Anne Radesjö            | företagare                    |       | Socialdemokraterna           | Älvsborgs läns norra |                               |
| Rune Evensson                | ombudsman                     |       | Socialdemokraterna           | Älvsborgs läns norra |                               |
| Elver Jonsson                | brevbärare                    |       | Folkpartiet                  | Älvsborgs läns norra |                               |
| Kerstin Andersson            | folkskollärare                |       | Centerpartiet                | Älvsborgs läns norra |                               |
| Ingvar Karlsson i Bengtsfors | fabriksarbetare               |       | Centerpartiet                | Älvsborgs läns norra |                               |
| Hans Nyhage                  | rektor                        |       | Moderata samlingspartiet     | Älvsborgs läns södra |                               |
| Arne Svensson                | lantbrukare                   |       | Moderata samlingspartiet     | Älvsborgs läns södra |                               |
| Gunnar Sträng                | f.d. statsråd                 |       | Socialdemokraterna           | Älvsborgs läns södra | Riksdagens ålderspresident    |
| Rune Carlstein               | stadskassör                   |       | Socialdemokraterna           | Älvsborgs läns södra |                               |
| Lahja Exner                  | textilarbeterska              |       | Socialdemokraterna           | Älvsborgs läns södra |                               |
| Lennart Brunander            | lantbrukare                   |       | Centerpartiet                | Älvsborgs läns södra |                               |
| Inger Josefsson              | lågstadielärare               |       | Centerpartiet                | Älvsborgs läns södra |                               |
| Sten Svensson                | informationschef              |       | Moderata samlingspartiet     | Skaraborgs län       |                               |
| Ivar Virgin                  | civilekonom                   |       | Moderata samlingspartiet     | Skaraborgs län       |                               |
| Lars Hjertén                 | folkhögskolerektor            |       | Moderata samlingspartiet     | Skaraborgs län       |                               |
| Paul Jansson                 | elektriker                    |       | Socialdemokraterna           | Skaraborgs län       |                               |
| Sven-Gösta Signell           | ombudsman                     |       | Socialdemokraterna           | Skaraborgs län       |                               |
| Birgitta Johansson           | metallarbetare                |       | Socialdemokraterna           | Skaraborgs län       |                               |
| Jan Fransson                 | byrådirektör                  |       | Socialdemokraterna           | Skaraborgs län       |                               |
| Anders Nilsson               | arbetsförmedlare              |       | Socialdemokraterna           | Skaraborgs län       |                               |
| Olle Grahn                   | fabrikör                      |       | Folkpartiet                  | Skaraborgs län       |                               |
| Ingemar Hallenius            | lantbrukare                   |       | Centerpartiet                | Skaraborgs län       |                               |
| Gunilla André                | politiker                     |       | Centerpartiet                | Skaraborgs län       |                               |
| Bengt Kindbom                | sekreterare                   |       | Centerpartiet                | Skaraborgs län       |                               |
| Göthe Knutson                | redaktör                      |       | Moderata samlingspartiet     | Värmlands län        |                               |
| Gullan Lindblad              | sjuksköterska                 |       | Moderata samlingspartiet     | Värmlands län        |                               |
| Ove Eriksson                 | adjunkt                       |       | Moderata samlingspartiet     | Värmlands län        |                               |
| Sven Aspling                 | f.d. statsråd                 |       | Socialdemokraterna           | Värmlands län        | Ordförande i SfU.             |
| Elvy Nilsson                 | fru                           |       | Socialdemokraterna           | Värmlands län        |                               |
| Gunnar Olsson                | journalist                    |       | Socialdemokraterna           | Värmlands län        |                               |
| Magnus Persson               | ombudsman                     |       | Socialdemokraterna           | Värmlands län        |                               |
| Margot Wallström             | banktjänsteman                |       | Socialdemokraterna           | Värmlands län        |                               |
| Bo Finnkvist                 | järnbruksarbetare             |       | Socialdemokraterna           | Värmlands län        |                               |
| Karl Erik Eriksson           | lantbrukare                   |       | Folkpartiet                  | Värmlands län        | Riksdagens tredje vice talman |
| Karl-Eric Norrby             | lantbrukare                   |       | Centerpartiet                | Värmlands län        |                               |
| Bertil Jonasson              | småbrukare                    |       | Centerpartiet                | Värmlands län        |                               |
| Björn Samuelson              | lärare                        |       | Vänsterpartiet kommunisterna | Värmlands län        |                               |
| Ann-Cathrine Haglund         | adjunkt                       |       | Moderata samlingspartiet     | Örebro län           |                               |
| Bengt Wittbom                | platschef                     |       | Moderata samlingspartiet     | Örebro län           |                               |
| Ingemar Konradsson           | inspektör                     |       | Socialdemokraterna           | Örebro län           |                               |
| Sture Ericson                | redaktör                      |       | Socialdemokraterna           | Örebro län           |                               |
| Karin Flodström              | lågstadielärare               |       | Socialdemokraterna           | Örebro län           |                               |
| Helge Hagberg                | f.d. kommunalråd              |       | Socialdemokraterna           | Örebro län           |                               |
| Håkan Strömberg              | metallarbetare                |       | Socialdemokraterna           | Örebro län           |                               |
| Gunnar Ström                 | metallarbetare                |       | Socialdemokraterna           | Örebro län           |                               |
| Lars Ernestam                | kulturchef                    |       | Folkpartiet                  | Örebro län           |                               |
| Britta Hammarbacken          | leg. sjuksköterska            |       | Centerpartiet                | Örebro län           |                               |
| Anders Svärd                 | vägmästare                    |       | Centerpartiet                | Örebro län           |                               |
| Per Israelsson               | krutbruksarbetare             |       | Vänsterpartiet kommunisterna | Örebro län           |                               |
| Tage Adolfsson               | företagare                    |       | Moderata samlingspartiet     | Västmanlands län     |                               |
| Karl Björzén                 | bergsingenjör                 |       | Moderata samlingspartiet     | Västmanlands län     |                               |
| Olle Göransson               | verkmästare                   |       | Socialdemokraterna           | Västmanlands län     | Vice ordförande i FöU.        |
| Lena Hjelm-Wallén            | statsråd                      |       | Socialdemokraterna           | Västmanlands län     | Statsråd under perioden       |
| Roland Sundgren              | ombudsman                     |       | Socialdemokraterna           | Västmanlands län     |                               |
| Thure Jadestig               | författare                    |       | Socialdemokraterna           | Västmanlands län     |                               |
| Karl-Gustaf Mathsson         | ombudsman                     |       | Socialdemokraterna           | Västmanlands län     |                               |
| Berit Oscarsson              | studiesekreterare             |       | Socialdemokraterna           | Västmanlands län     |                               |
| Hugo Bergdahl                | flottiljpolis                 |       | Folkpartiet                  | Västmanlands län     |                               |
| Kerstin Göthberg             | fru                           |       | Centerpartiet                | Västmanlands län     | Vice ordförande i UbU.        |
| Hans Petersson               | ombudsman                     |       | Vänsterpartiet kommunisterna | Västmanlands län     |                               |
| Björn Körlof                 | departementssekreterare       |       | Moderata samlingspartiet     | Kopparbergs län      |                               |
| Margareta Gard               | politiker                     |       | Moderata samlingspartiet     | Kopparbergs län      |                               |
| Kjell-Olof Feldt             | statsråd                      |       | Socialdemokraterna           | Kopparbergs län      | Statsråd under perioden       |
| Inger Hestvik                | rektor                        |       | Socialdemokraterna           | Kopparbergs län      |                               |
| Yngve Nyquist                | personalintendent             |       | Socialdemokraterna           | Kopparbergs län      |                               |
| Iréne Vestlund               | sjukvårdslärare               |       | Socialdemokraterna           | Kopparbergs län      |                               |
| Ove Karlsson                 | skogsarbetare                 |       | Socialdemokraterna           | Kopparbergs län      |                               |
| Bo Södersten                 | professor                     |       | Socialdemokraterna           | Kopparbergs län      |                               |
| Karl Boo                     | f.d. statsråd                 |       | Centerpartiet                | Kopparbergs län      |                               |
| Birgitta Hambraeus           | filosofie kandidat            |       | Centerpartiet                | Kopparbergs län      |                               |
| Rolf Rämgård                 | f.d. längdåkare               |       | Centerpartiet                | Kopparbergs län      |                               |
| Lars-Ove Hagberg             | järnbruksarbetare             |       | Vänsterpartiet kommunisterna | Kopparbergs län      |                               |
| Rolf Dahlberg                | yrkesvalslärare               |       | Moderata samlingspartiet     | Gävleborgs län       |                               |
| Håkan Stjernlöf              | boktryckare                   |       | Moderata samlingspartiet     | Gävleborgs län       |                               |
| Olle Westberg                | svarvare                      |       | Socialdemokraterna           | Gävleborgs län       |                               |
| Ing-Marie Hansson            | sjuksköterska                 |       | Socialdemokraterna           | Gävleborgs län       | Vice ordförande i KrU.        |
| Olle Östrand                 | mätningsföreståndare          |       | Socialdemokraterna           | Gävleborgs län       |                               |
| Wivi-Anne Cederqvist         | arbetsförmedlare              |       | Socialdemokraterna           | Gävleborgs län       |                               |
| Stig Alftin                  | metallarbetare                |       | Socialdemokraterna           | Gävleborgs län       |                               |
| Iris Mårtensson              | studieombudsman               |       | Socialdemokraterna           | Gävleborgs län       |                               |
| Axel Andersson               | kronojägare                   |       | Socialdemokraterna           | Gävleborgs län       |                               |
| Gunnar Björk                 | bankkonsulent                 |       | Centerpartiet                | Gävleborgs län       |                               |
| Gunnel Jonäng                | studieinstruktör              |       | Centerpartiet                | Gävleborgs län       |                               |
| Bertil Måbrink               | ombudsman                     |       | Vänsterpartiet kommunisterna | Gävleborgs län       |                               |
| Per-Richard Molén            | företagare                    |       | Moderata samlingspartiet     | Västernorrlands län  |                               |
| Erik Olsson                  | köpman                        |       | Moderata samlingspartiet     | Västernorrlands län  |                               |
| Bengt Wiklund                | journalist                    |       | Socialdemokraterna           | Västernorrlands län  |                               |
| Rune Jonsson                 | elektriker                    |       | Socialdemokraterna           | Västernorrlands län  |                               |
| Nils-Olof Grönhagen          | järnvägsexpeditör             |       | Socialdemokraterna           | Västernorrlands län  |                               |
| Barbro Nilsson               | ämneslärare                   |       | Socialdemokraterna           | Västernorrlands län  |                               |
| Stig Olsson                  | uppmätningsman                |       | Socialdemokraterna           | Västernorrlands län  |                               |
| Bo Forslund                  | ombudsman                     |       | Socialdemokraterna           | Västernorrlands län  |                               |
| Martin Segerstedt            | arbetsförmedlare              |       | Socialdemokraterna           | Västernorrlands län  |                               |
| Thorbjörn Fälldin            | lantbrukare                   |       | Centerpartiet                | Västernorrlands län  | Partiordförande               |
| Martin Olsson                | bankkamrer                    |       | Centerpartiet                | Västernorrlands län  |                               |
| Sven-Erik Nordin             | lantbrukare                   |       | Centerpartiet                | Västernorrlands län  |                               |
| Sven Henricsson              |                               |       | Vänsterpartiet kommunisterna | Västernorrlands län  |                               |
| Ingrid Hemmingsson           | hushållslärare                |       | Moderata samlingspartiet     | Jämtlands län        |                               |
| Marianne Stålberg            | skolkurator                   |       | Socialdemokraterna           | Jämtlands län        |                               |
| Nils-Olof Gustafsson         | ombudsman                     |       | Socialdemokraterna           | Jämtlands län        |                               |
| Margareta Winberg            | lärare                        |       | Socialdemokraterna           | Jämtlands län        |                               |
| Nils Åsling                  | f.d. statsråd                 |       | Centerpartiet                | Jämtlands län        |                               |
| Tore Nilsson                 | predikant                     |       | Moderata samlingspartiet     | Västerbottens län    |                               |
| Arne Nygren                  | journalist                    |       | Socialdemokraterna           | Västerbottens län    |                               |
| Hagar Normark                | politiker                     |       | Socialdemokraterna           | Västerbottens län    |                               |
| Georg Andersson              | rektor                        |       | Socialdemokraterna           | Västerbottens län    | Ordförande i UbU.             |
| Lilly Hansson                | mentalsköterska               |       | Socialdemokraterna           | Västerbottens län    | Gruppledare för partiet       |
| Roland Brännström            | verkmästare                   |       | Socialdemokraterna           | Västerbottens län    |                               |
| Rune Ångström                | direktör                      |       | Folkpartiet                  | Västerbottens län    |                               |
| Börje Hörnlund               | skogsmästare                  |       | Centerpartiet                | Västerbottens län    |                               |
| Karin Israelsson             | distriktssköterska            |       | Centerpartiet                | Västerbottens län    |                               |
| John Andersson               | skogsarbetare                 |       | Vänsterpartiet kommunisterna | Västerbottens län    |                               |
| Per Petersson                | lantbrukare                   |       | Moderata samlingspartiet     | Norrbottens län      | Ordförande i FöU.             |
| Curt Boström                 | kamrer                        |       | Socialdemokraterna           | Norrbottens län      |                               |
| Frida Berglund               | skolsköterska                 |       | Socialdemokraterna           | Norrbottens län      | Ordförande i AU.              |
| Karl-Erik Häll               | ombudsman                     |       | Socialdemokraterna           | Norrbottens län      |                               |
| Sten-Ove Sundström           | järnverksarbetare             |       | Socialdemokraterna           | Norrbottens län      |                               |
| Kerstin Nilsson              | folkhögskollärare             |       | Socialdemokraterna           | Norrbottens län      |                               |
| Åke Selberg                  | hemmansägare                  |       | Socialdemokraterna           | Norrbottens län      |                               |
| Sören Häggroth               | folkhögskolelärare            |       | Socialdemokraterna           | Norrbottens län      |                               |
| Per-Ola Eriksson             | ombudsman                     |       | Centerpartiet                | Norrbottens län      |                               |
| Paul Lestander               | skogsarbetare                 |       | Vänsterpartiet kommunisterna | Norrbottens län      |                               |